# Maurice Mignon (universitaire)
Pour les articles homonymes, voir Maurice Mignon et Mignon (homonymie).
 (juin 2016).
Si vous disposez d'ouvrages ou d'articles de référence ou si vous connaissez des sites web de qualité traitant du thème abordé ici, merci de compléter l'article en donnant les références utiles à sa vérifiabilité et en les liant à la section « Notes et références ».
Maurice Mignon, né à Prémery (Nièvre) le 9 août 1882, et mort à Nice le 3 septembre 1962, est un universitaire français, spécialiste de littérature italienne.

## Biographie
Maurice Mignon fait ses études à Clamecy, puis à Nevers, avant d'entrer à l'École normale supérieure à Paris, où il est reçu premier à l'agrégation d'italien en 1906. 
Professeur à l'université de Lyon, il y fonde la Société des Serate italiane. 
Après la Première Guerre mondiale, il fonde en 1919 le lycée français de Rome (lycée Chateaubriand) et la bibliothèque française du palais Farnèse. Chargé de cours à la Faculté des Lettres de Grenoble en 1921, puis à la Faculté de Lettres d'Aix-en-Provence en 1923, il crée ensuite des conférences d'enseignement supérieur à Nice et devient en 1933 directeur des études au Centre universitaire méditerranéen. Il fonde également le collège international de Cannes, la Société d'études dantesques et l'Institut d'études littéraires de Nice. 
Il a activement participé à la création de l'Université de Nice, en 1965.
Maurice Mignon a écrit de nombreux ouvrages sur la littérature française et italienne, et a consacré plusieurs études aux écrivains nivernais : Jules Renard, Adam Billaut, Ravisius Textor, Cotignon de la Charnaye, Achille Millien, Romain Rolland…
Il a également laissé une œuvre poétique importante, dispersée dans différentes revues, et a publié en 1919 un recueil, Poèmes pour elle.
À la fin de sa vie, Maurice Mignon se retire dans son château de Pressures, au finage de Clamecy. Il  meurt à Nice le 3 septembre 1962.

## Publications
- Giosue Carducci (1906)
- Études de littérature italienne (1911)
- Alfred de Musset et l'Italie (1911)
- Jules Renard : L’Ecrivain. L’Auteur dramatique. L’Apôtre (1913)
- Léonard de Vinci, 1519-1919 (1919)
- Poèmes pour elle (1919)
- Études sur le théâtre italien et français de la Renaissance (1923)
- Les Affinités intellectuelles de l'Italie et de la France (1923), prix Marcelin Guérin de l’Académie française en 1924
- Nouvelles études de littérature italienne (1928)
- La maison de Pétrarque à Vaucluse (1928)
- Dante et Saint François d'Assise (1934)
- Littérature italienne chrétienne (1935)
- Études de littérature nivernaise (1946)
- Pétrarque et Laure (1950)
- Le souvenir de Franc-Nohain en Nivernais (1951)
- Le Théâtre italien contemporain (1958)
- Autour de Colette (1958)
- Giacomo Leopardi et la France (1959)
- Goldoni et Molière (1960)
- Jules Renard à Chitry (1961)